# Socha
Pour les articles homonymes, voir Socha (homonymie).
Socha est une municipalité située dans le département de Boyacá, en Colombie.
Sa population est de 7 140 habitants (estimation 2016) pour une superficie de 264 km2.